# SMSQ/E
SMSQ/E je računalni operacijski sustav kojeg je u Francuskoj razvio Tony Tebby, dizajner izvornog OS-a za osobno računalo Sinclair QL, QDOS. Reprimjenom je QDOS-a (uz SMS2 i Minervu). Poboljšana je inačica SMSQ koju se je prenijelo i u Atari ST i ine QL-ovske emulatore.
Počeo je kao SMSQ, kompatibilna inačica SMS2 za QDOS koju se napravilo za Miracle Systemsov QXL emulatorsku karticu za PC-e. Razlika od SMS2 je ta što je dodao kompatibilnost za QDOS (i SuperBASIC) te je radio na raznim platformama koje su emulirale QL i Atari. Ovo se kasnije razvilo u proširenu inačicu, SMSQ/E, za Atari ST. Sastoji se od SMS kernela kompatibilna s QDOS-om, ponovno napisana prevoditelja za SuperBASIC zvan SBasic, potpuni skup SuperBASIC-ovih procedura i funkcija te skup proširenih pogonitelja koje se izvorno napisalo za QL-ov emulator za Atari ST.
Integrira brojne ekstenzije koje su prije bile odvojeno dostupne za QL, primjerice Toolkit II, poprilično bitni SuperBASIC-čni dodatak (add-on), Pointer Environment, QL-ov miš i prozorski sustav te Hotkey System 2.
Dok se SMSQ/E ne pokreće ni na kojem nemodificiranom QL-u, radi na svakom imalo naprjednijim platformama koje su kompatibilne s QL-om, od Miracle Systemsovih  (Super)GoldCard CPU priključnih (plug-in) kartica do matične ploče Q60.
U zadnjem tromjesečju 1995. kupio je njemački autor Marcel Kilgus SMSQ/E resurse radi prilagodbe svojem QL-ovskom emulatoru QPC koji od onda nije više emulirao nikoje posebno QL-ovo sklopovlje, no zato je angažirao posebno prilagođene pogonitelje radi dosezanja veće integracije i brže emulacije.
Godine 2000. je inačica 2.94 bila prvi QL-ov operacijski sustav koji se oslobodio okova QL-ova 8-bojnog zaslona, uključujući GD2 (Graphic Device Interface Version 2), 16-bitni grafički podsustav visoke razlučivosti boja.
Sustav su do inačice 2.99 razvijali isključivo Tony Tebby i Marcel Kilgus. Godine 2002. Tebby je učinio svoj izvorni kod javnim, no to nije sadržavalo većinu QPC-ovih posebnih dijelova, a objavljeni kod je objavljen pod licencijom koja nije otvoreni kod u smislu definicije otvorenog koda.
Unatoč tome što je Tony Tebby napustio QL-ovsku pozornicu, brojne osobe do današnjeg dana dragovoljno razvijaju ovaj kod.
Trenutno se SMSQ/E sastoji od otprilike 2000 68k assemblerskih datoteka koje sadrže 222.000 redaka koda.

## Vanjske poveznice
- Kratka povijest operacijskog sustava SMSQ/E  Arhivirana inačica izvorne stranice od 1. ožujka 2012. (Wayback Machine)
- Službene stranice izvornog koda za SMSQ/E  Arhivirana inačica izvorne stranice od 14. travnja 2004. (Wayback Machine)
- QPC: softverski emulator za DOS/Windows koji rabi SMSQ/E
- Q40/Q60: matična ploča za SMSQ/E utemeljena na 68040/68060
- OSnews: članak o wikipedijskom članku o SMSQ/E